# Violation
Violation è il secondo album degli Starz, pubblicato nel 1977 per l'etichetta discografica Capitol Records.

## Tracce
1. Cherry Baby (Harkin, Ranno, Sweval, Grob, Smith) 3:47
2. Rock Six Times (Harkin, Ranno, Sweval, Grob, Smith) 3:14
3. Sing It, Shout It (Harkin, Ranno, Sweval, Grob, Smith, Parrot, DeLaney) 5:13
4. Violation (Harkin, Ranno, Sweval, Grob, Smith) 4:28
5. Subway Terror (Harkin, Ranno, Sweval, Grob, Smith) 3:43
6. All Night Long (Harkin, Ranno, Sweval, Grob, Smith) 3:29
7. Cool One (Harkin, Ranno, Sweval, Grob, Smith) 3:43
8. S.T.E.A.D.Y. (Harkin, Ranno, Sweval, Grob, Smith) 5:38
9. Is That A Street Light Or The Moon? (Harkin, Ranno, Sweval, Grob, Smith) 3:11

## Formazione
- Michael Lee Smith - voce
- Richie Ranno - chitarra
- Brenden Harkin - chitarra
- Peter Sweval - basso
- Joe Dube - batteria